# 笑笑向前衝
《笑笑向前衝》是日本少女漫畫家安藤夏美的作品。連載於Nakayoshi（講談社）1999年2月到1999年12月，14歲的美少女藤原笑，為了邁向環球小姐之路的校園輕喜劇的作品，全2冊。

## 故事
藤原笑，14歲，夢想是：世界第一美女！自從八歲父母雙亡，便由長兄藤原優自營拉麵店，把她和么弟小直三人相依為命。為了邁向環球小姐而努力不懈，日夜都十分憧憬的女優：幸田真理子。未料，之前大哥曾說過和真理子結婚，但她和么弟都覺得：大哥是在說笑。直到最近搬來的轉學生：水野光，要她助其一臂之力，找出和母親約會的男性，可沒想到和阿光母親約會的人，竟是大哥阿優曾經說過：打算共結連理的知名女優：真理子，四人不期而遇於館子。面對突如其來的變化，崇拜的當紅女優，將要成為她大嫂，而暗戀的男生，正是大嫂的獨子：阿光！出人意表的戀物語，輕鬆有趣的校園喜劇。

## 人物介紹
藤原笑
6月11日，雙子座，O型，14歲，天真爛漫又活潑可人的長女，同時也是品學兼優的學生會長，其實是一個家境很窮又愛表現的開朗少女。
藤原優
藤原優：24歲，小笑之兄，藤原拉麵店的老闆，長相平凡、溫柔體貼但又呆萌的『拉麵狂』。雖在大妹小咲、么弟小直心中：長相差、味覺有病，
看似沒用又窩曩得很，感覺挺不靠譜的，但自六年前父母雙亡便放棄大學而直接自營拉麵店的他，身為一家之主，亦是一名家事天才。
藤原直
家中最正常且最靠譜的么弟，結合俊秀、呆萌以及聰慧、一鳴驚人於一身，家事更比其兄一把罩，既沒有其兄姐『不切實際』的愛作夢，也沒小笑自幼就『超強』的表現欲，是個非常理工務實的12歲天才。1月8日，魔羯座，A型，12歲。
水野光
溫文儒雅且翩翩美少年，亦是小咲的初戀情人兼唯一勁敵，還是幸田真理子雪藏多年的獨子。一轉來就打敗小咲第一名，任憑一見鍾情的小咲，再怎麼喜也歡也不接受！生活富裕但因
4歲父親外遇而被拋棄，開始對人性充斥著不可信的負面印象。從小就深受其母寵愛，有時言詞犀利且不留情面的毒舌，同時也有一點『戀母情節』所以才會愛上小笑。4月16日，牡羊座，B型，14歲。
幸田真理子
33歲，日本小姐出身的超人氣女優，藤原優的初戀情人，同時也是唯一初戀兼愛妻，小笑的唯一仰慕的人。由於第一段婚姻，慘遭前夫外遇而拋棄，使得阿光蒙上了情感上的陰影而不再相信母親以外的人，直到遇上阿優並在工作最疲累時，吃了他所作的拉麵：重拾活力，故而決定和其交往後並再婚。